# Rui Miguel da Costa Pinto
Rui Miguel da Costa Pinto (1962 - 20 de Abril de 2020) foi um historiador português.

## Biografia

### Nascimento e formação
Nasceu em 1962.
Em 1986, concluiu a licenciatura em História, na variante de História da Arte, na Faculdade de Letras da Universidade de Lisboa. Em 1994 atingiu o grau de mestre em História dos Descobrimentos e da Expansão Portuguesa, na mesma instituição, com a tese Sobre a presença dos portugueses na Costa Oriental Africana (1640-1668). Tirou o doutoramento em 2012, com a tese Gago Coutinho (1869-1959), geógrafo e historiador. Uma biografia científica.

### Carreira profissional
Destacou-se como historiador, tendo publicado várias obras, destacando-se o livro Gago Coutinho, O Último Grande Aventureiro Português. Iniciou a sua carreira como investigador no estudo da Idade Média, tendo-se posteriormente debruçado para a Primeira Guerra Mundial e o período contemporâneo. Também foi presidente da divisão de História da Sociedade de Geografia de Lisboa, tendo organizado o espólio do almirante Gago Coutinho até 2012, ano em que foi responsável pela organização das I Jornadas da Memória, naquela instituição.
Fazia parte de várias instituições científicas, como o Centro de Investigação Joaquim Veríssimo Serrão, em Santarém, da Associação Cultural Espaço e Memória, em Oeiras, e Associação de Arqueólogos Portugueses, onde era presidente da Comissão de Estudos Olissiponenses. Também estava integrado na Classe de História Marítima da Academia da Marinha, e era membro do Instituto Histórico e Geográfico do Espírito Santo, no Brasil. Em 2000 foi presidente da comissão científica na palestra Portugal-Brasil 500 anos, lançado pela Sociedade de Geografia de Lisboa, e em 2009 colaborou na organização da conferência D. Nuno Álvares Pereira. Guerreiro e Santo.

### Falecimento
Faleceu em 20 de Abril de 2020. Na altura da sua morte, foi elogiado pelo professor Vítor Serrão como o investigador de fontes primárias, de grande sobriedade e o bom homem que foi.

## Obras publicadas
- Almirante pioneiro com alma de tenente : memórias de Gago Coutinho (2017)
- A costa oriental africana (1640-1668): o monopólio dos capitães
- Gago Coutinho: o último grande aventureiro português (2014)
- O caso Universidade Moderna (2003)